# Paraúna
| \| Paraúna \|                        |
| Lage der Kleinstadt Paraúna in Goiás |
| Paraúna                              |

| Paraúna |

Paraúna, amtlich portugiesisch Município de Paraúna, ist eine Gemeinde im brasilianischen Bundesstaat Goiás des Mittelwestens.
Die Wirtschaft ist stark geprägt von Landwirtschaft und Viehzucht.

## Geographische Lage
Paraúna grenzt an die Gemeinden (Mikroregion):
- im Norden an Cachoeira de Goiás und Aurilândia
- im Nordosten an Palminópolis und São João da Paraúna
- im Osten an Jandaia
- im Südosten an Acreúna
- im Süden an Santo António da Barra
- im Südwesten an Rio Verde
- im Westen an Montividiu und Caiapônia
- im Nordosten an Ivolândia